# Manganometrie
Die Manganometrie oder Permanganometrie ist eine Methode der chemischen quantitativen Analyse, bei der die besonderen Eigenschaften des Kaliumpermanganats eine Redoxtitration ohne weiteren Indikator ermöglichen.

## Reaktion
Das Permanganation MnO4− ist ein starkes Oxidationsmittel, das selbst das Chlorid aus der Salzsäure zu Chlor oxidiert. Bei Kontakt mit oxidierbaren Stoffen wird es in saurer Lösung zum Mn2+-Ion reduziert:
{\displaystyle \mathrm {MnO_{4}^{-}\ +\ 8\ H_{3}O^{+}+\ 5\ e^{-}\longrightarrow \ Mn^{2+}\ +\ 12\ H_{2}O} }
Aus der Zahl der nötigen Protonen resultiert die starke pH-Abhängigkeit der Reaktion.
Eine Besonderheit der Manganometrie ist, dass diese keine Zugabe eines Indikators benötigt, da permanganathaltige Lösungen intensiv rotviolett gefärbt sind, während Mn2+-Ionen farblos sind.
Meist wird Kaliumpermanganat als Lösung zum Titrieren genommen. Das Permanganat wird so lange reduziert und entfärbt, bis der Titrationsendpunkt erreicht ist. Wenn dann weitere  MnO4−-Ionen zugegeben werden, können diese nicht mehr reduziert werden und die Lösung wird dann durch die enthaltenen Permanganationen dauerhaft rotviolett gefärbt.

## Maßlösung
Als Maßlösung wird eine verdünnte Kaliumpermanganatlösung genutzt. Der Permanganatgehalt dieser Lösung wird normalerweise mit Oxalsäure oder Natriumoxalat als Urtitersubstanz bestimmt. Da die Reaktion durch Mn2+-Ionen katalytisch beschleunigt wird, kann eine kleine Menge davon zugesetzt werden. Sonst ist die Reaktion am Anfang langsam und wird erst durch Autokatalyse durch gebildetes Mn2+ schneller.
Alternativ kann die Lösung erhitzt werden und die Maßlösung in die noch heiße Lösung gegeben werden. So ist die Zugabe eines Katalysators nicht notwendig.

## Bestimmbare Stoffe
Zu den mit Hilfe der Manganometrie bestimmbaren Stoffe zählen Eisensalze, bei denen Eisen(II)-ionen zu Eisen(III)-ionen oxidiert werden, Wasserstoffperoxid, aus dem bei der Reaktion mit Permanganat Sauerstoff entsteht, Mangan(II)-haltige Lösungen, bei denen das zweiwertige Mangan zu Mangan(IV)-oxid oxidiert wird, sowie Oxalate. Die Reaktion von Permanganat und Oxalat kann auch zur Calciumbestimmung genutzt werden, indem zunächst Calcium als schwerlösliches Calciumoxalat gefällt und nach Lösen mit Schwefelsäure der Oxalat-Gehalt manganometrisch bestimmt wird.
In der Wasseranalytik wird die Manganometrie zur Bestimmung von in Gewässern vorhandenen oxidierbaren anorganischen und organischen Stoffen angewendet. Diese Summenbestimmung dient zur Einschätzung des Verschmutzungsgrades. Hierbei wird die Wasserprobe mit einer Kaliumpermanganatlösung gekocht und der Verbrauch an KMnO4 entweder durch Rücktitration mit einer Oxalsäurelösung oder fotometrisch bestimmt. In sauberen Gewässern liegt der KMnO4-Verbrauch bei 1 bis 8 mg/L und in verschmutzten Gewässern bei 20 bis 150 mg/L oder noch höher (Abwasser).

## Störungen
Alle Substanzen, die ebenfalls oxidierbar sind (etwa Chlorid oder organische Verbindungen), stören die Reaktion.